# Sumberkokap
Sumberkokap is een bestuurslaag in het regentschap Bondowoso van de provincie Oost-Java, Indonesië. Sumberkokap telt 2520 inwoners (volkstelling 2010).